# Lyngen
Lyngen é uma comuna da Noruega, com 810 km² de área e 3 167 habitantes (censo de 2004).         